# My Hour of Need
My Hour of Need è un album della cantante jazz Dodo Greene, pubblicato dalla Blue Note Records nell'agosto del 1962. I brani disco furono registrati al Rudy Van Gelder Studio di Englewood Cliffs, New Jersey (Stati Uniti) nelle date indicate nella lista tracce.

## Tracce
Lato A
1. My Hour of Need – 4:55 (Ira Kosloff) – Registrato il 17 aprile 1962
2. Trouble in Mind – 4:46 (Richard M. Jones) – Registrato il 2 aprile 1962
3. You Are My Sunshine – 3:03 (Jimmie Davis, Charles Mitchell) – Registrato il 17 aprile 1962
4. I'll Never Stop Loving You – 4:03 (Nicholas Brodszky, Sammy Cahn) – Registrato il 17 aprile 1962
5. I Won't Cry Anymore – 3:47 (Al Frisch, Fred Wise) – Registrato il 17 aprile 1962

Lato B
1. Lonesome Road – 4:15 (Gene Austin, Nathaniel Shilkret) – Registrato il 17 aprile 1962
2. Let There Be Love – 3:29 (Ian Grant, Lionel Rand) – Registrato il 2 aprile 1962
3. There Must Be a Way – 3:32 (Sammy Gallop, David Saxon) – Registrato il 17 aprile 1962
4. Down by the Riverside – 4:07 (Brano tradizionale) – Registrato il 2 aprile 1962
5. Little Things Mean a Lot – 4:08 (Edith Lindeman, Carl Stutz) – Registrato il 2 aprile 1962

Edizione CD del 1996, pubblicato dalla Blue Note Records
1. My Hour of Need – 4:55 (Ira Kosloff)
2. Trouble in Mind – 4:46 (Richard M. Jones)
3. You Are My Sunshine – 3:03 (Jimmie Davis, Charles Mitchell)
4. I'll never Stop Loving You – 4:03 (Nicholas Brodszky, Sammy Cahn)
5. I Won't Cry Anymore – 3:47 (Al Frisch, Fred Wise)
6. Lonesome Road – 4:15 (Gene Austin, Nathaniel Shilkret)
7. Let There Be Love – 3:29 (Ian Grant, Lionel Rand)
8. There Must Be a Way – 3:32 (Sammy Gallop, David Saxon)
9. Down by the Riverside – 4:07 (Brano tradizionale)
10. Little Things Mean a Lot – 4:08 (Edith Lindeman, Carl Stutz)
11. You Don't Know Me – 2:47 (Eddy Arnold, Cindy Walker) – Bonus Track
12. Not One Tear – 3:06 (Johnny Bell) – Bonus Track
13. I Hear – 3:40 (Irving Duke) – Bonus Track
14. Time after Time – 3:35 (Sammy Cahn, Jule Styne) – Bonus Track
15. Everybody's Happy but Me – 3:13 (Mattie Fields, Jean Evans Cheatham) – Bonus Track
16. Jazz in My Soul – 2:38 – Bonus Track

- Brani 11, 12, 13 e 14 registrati il 24 settembre 1962 al Van Gelder Studio, Englewood Cliffs, New Jersey, U.S.A.
- Brani 15 e 16 registrati il 2 novembre 1962 al Van Gelder Studio, Englewood Cliffs, New Jersey, U.S.A.

## Musicisti
A1, A3, A4, A5, B1 e B3
- Dodo Greene - voce
- Ike Quebec - sassofono tenore
- Charles Thompson - organo
- Grant Green - chitarra
- Herbie Lewis - contrabbasso
- Billy Higgins - batteria

A2, B2, B4 e B5
- Dodo Greene - voce
- Ike Quebec - sassofono tenore
- Charles Thompson - organo
- Grant Green - chitarra
- Milt Hinton - contrabbasso
- Al Harewood - batteria

CD - 11, 12, 13 e 14
- Dodo Greene - voce
- Ike Quebec - sassofono tenore
- Eddie Chamblee - sassofono tenore
- Edwin Swanston - organo
- Grant Green - chitarra
- Wendell Marshall - contrabbasso
- Jual Curtis - batteria
- sconosciuto - tamburello
- Dionne Warwick - tambourine

CD - 15 e 16
- Dodo Greene - voce
- Ike Quebec - sassofono tenore
- John Acea - pianoforte
- Grant Green - chitarra
- Wendell Marshall - contrabbasso
- Jual Curtis - batteria